# Sphaerodactylus epiurus
Sphaerodactylus epiurus este o specie de șopârle din genul Sphaerodactylus, familia Gekkonidae, descrisă de Thomas și Hedges 1993. Conform Catalogue of Life specia Sphaerodactylus epiurus nu are subspecii cunoscute.